# Dison
Dison is een plaats en gemeente in de Belgische provincie Luik. De gemeente telt ruim 15.000 inwoners. De plaats Andrimont, iets ten zuiden van Dison, hoort ook tot de gemeente.

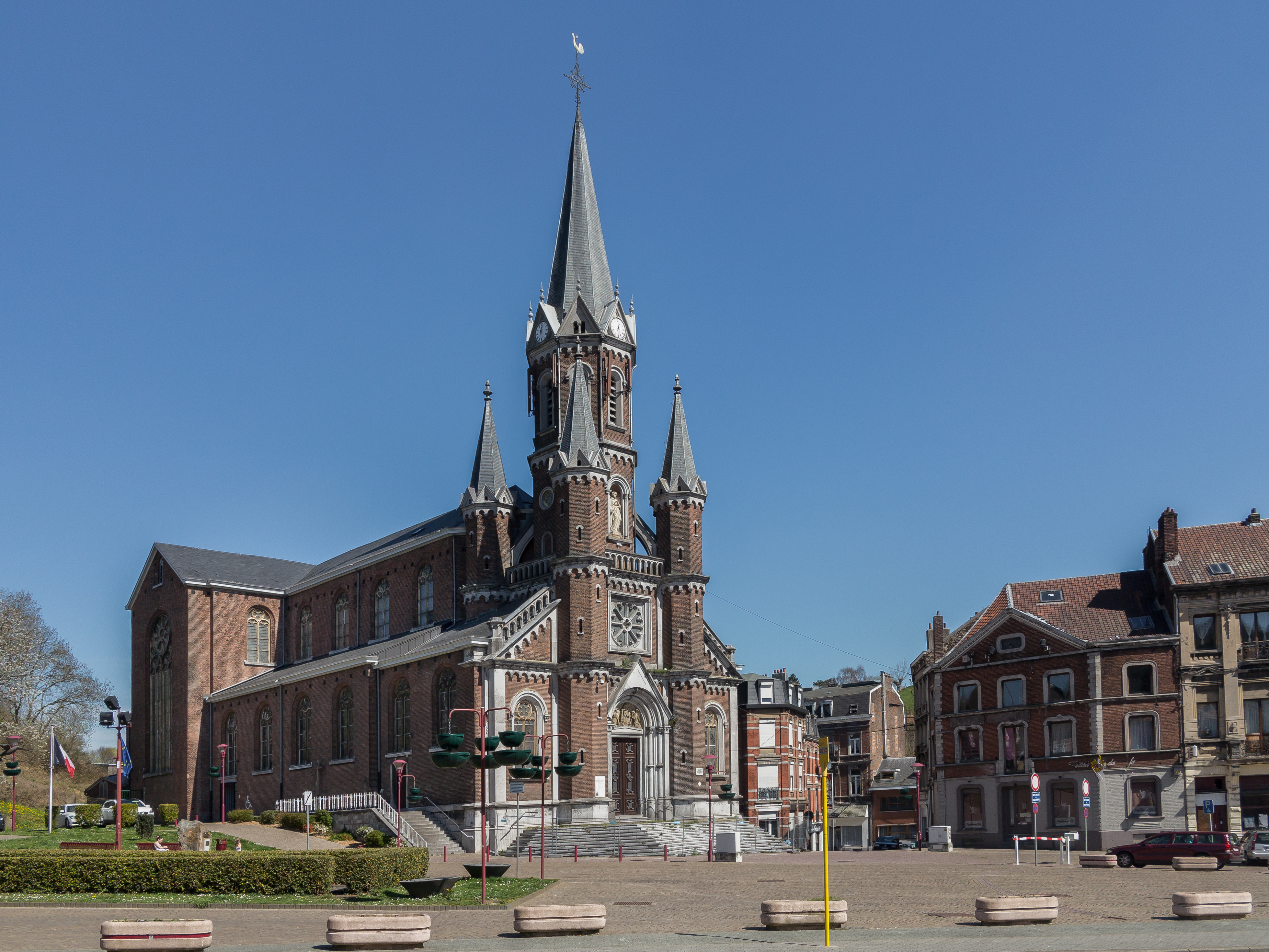
Sint-Fiacriuskerk in Dison

## Kernen

### Deelgemeenten
| # | Naam      | Opp. (km²) | Inwoners (2020) | Inwoners per km² | NIS-code |
| - | --------- | ---------- | --------------- | ---------------- | -------- |
| 1 | Dison     | 4,52       | 8.193           | 1.813            | 63020A   |
| 2 | Andrimont | 9,46       | 7.058           | 746              | 63020B   |

## Geschiedenis
Reeds in de Romeinse tijd werd het gebied van Dison bewoond. Er liep een heerbaan van Verviers over dit gebied naar het Plateau van Herve, en er werd een muntschat gevonden met Romeins geld van 231-268. Ook de Franken waren in het gebied aanwezig.
Dison werd voor het eerst vermeld in 1268. Geleidelijk werd het bos gerooid en daarvoor in de plaats kwamen weilanden. Tot in de 18e eeuw was de landbouw vrijwel het enige bestaansmiddel. Daarna werd de lakenindustrie van belang. Er verschenen fabrieken en woonhuizen. Het wapenschild van Dison refereert aan de wolindustrie.
Tot de opheffing van het hertogdom Limburg hoorde Dison tot de heerlijkheid Petit-Rechain, deel uitmakend van het Hertogdom Limburg en de hoogbank Herve. Andrimont hoorde niet bij het hertogdom Limburg maar bij het prinsbisdom Luik. Beide plaatsen werden bij de annexatie van de Zuidelijke Nederlanden door de Franse Republiek in 1795 opgenomen in het toen gevormde departement Ourthe. In 1797 werd Dison een zelfstandige gemeente.
De inwoners speelden een belangrijke rol bij de Belgische onafhankelijkheidsstrijd van 1830. Ook waren er rampen, zoals een hongersnood (1845) en een cholera-epidemie (1866). De Eerste en Tweede Wereldoorlog gingen niet ongemerkt aan de plaats voorbij, waarvan de inwoners weerstand boden aan de bezetter. Op 9 september 1944 werd Dison bevrijd door Amerikaanse troepen.
In 1977 fuseerde de gemeente Dison met de naburige gemeente Andrimont tot de fusiegemeente Dison.

## Bezienswaardigheden
- Sint-Fiacriuskerk
- Sint-Jan-de-Doperkerk in de buurtschap Mont.
- Gemeentehuis van Dison
- Heilig Hartmonument

## Natuur en landschap
Dison is een langgerekt lintdorp dat de noordrand vormt van de agglomeratie van Verviers. De plaats ligt in het Land van Herve op een hoogte van ongeveer 210 meter. De autoweg A27 loopt sinds 1970 in de lengterichting langs het dorp.

## Demografische ontwikkeling

### Demografische evolutie voor de fusie
- Bron:NIS - Opm:1831 t/m 1970=volkstellingen op 31 december

### Demografische ontwikkeling van de fusiegemeente
Alle historische gegevens hebben betrekking op de huidige gemeente, inclusief deelgemeenten, zoals ontstaan na de fusie van 1 januari 1977.
- Bronnen:NIS, Opm:1831 tot en met 1981=volkstellingen; 1990 en later= inwonertal op 1 januari

| Inwoners van jaar tot jaar op 1 januari 1992 tot heden | Inwoners van jaar tot jaar op 1 januari 1992 tot heden | Inwoners van jaar tot jaar op 1 januari 1992 tot heden |
| jaar                                                   | Aantal                                                 | Evolutie: 1992=index 100                               |
| ------------------------------------------------------ | ------------------------------------------------------ | ------------------------------------------------------ |
| 1992                                                   | 14.069                                                 | 100,0                                                  |
| 1993                                                   | 14.207                                                 | 101,0                                                  |
| 1994                                                   | 14.385                                                 | 102,2                                                  |
| 1995                                                   | 14.284                                                 | 101,5                                                  |
| 1996                                                   | 14.040                                                 | 99,8                                                   |
| 1997                                                   | 13.954                                                 | 99,2                                                   |
| 1998                                                   | 13.982                                                 | 99,4                                                   |
| 1999                                                   | 13.865                                                 | 98,6                                                   |
| 2000                                                   | 13.978                                                 | 99,4                                                   |
| 2001                                                   | 14.077                                                 | 100,1                                                  |
| 2002                                                   | 14.010                                                 | 99,6                                                   |
| 2003                                                   | 13.887                                                 | 98,7                                                   |
| 2004                                                   | 13.911                                                 | 98,9                                                   |
| 2005                                                   | 13.966                                                 | 99,3                                                   |
| 2006                                                   | 14.243                                                 | 101,2                                                  |
| 2007                                                   | 14.407                                                 | 102,4                                                  |
| 2008                                                   | 14.526                                                 | 103,2                                                  |
| 2009                                                   | 14.602                                                 | 103,8                                                  |
| 2010                                                   | 14.857                                                 | 105,6                                                  |
| 2011                                                   | 15.049                                                 | 107,0                                                  |
| 2012                                                   | 15.142                                                 | 107,6                                                  |
| 2013                                                   | 15.020                                                 | 106,8                                                  |
| 2014                                                   | 15.157                                                 | 107,7                                                  |
| 2015                                                   | 15.181                                                 | 107,9                                                  |
| 2016                                                   | 15.124                                                 | 107,5                                                  |
| 2017                                                   | 15.260                                                 | 108,5                                                  |
| 2018                                                   | 15.405                                                 | 109,5                                                  |
| 2019                                                   | 15.248                                                 | 108,4                                                  |
| 2020                                                   | 15.255                                                 | 108,4                                                  |
| 2021                                                   | 15.131                                                 | 107,5                                                  |
| 2022                                                   | 15.207                                                 | 108,1                                                  |
| 2023                                                   | 15.249                                                 | 108,4                                                  |
| 2024                                                   | 15.260                                                 | 108,5                                                  |
| 2025                                                   | 15.226                                                 | 108,2                                                  |

## Politiek

### Burgemeesters
- 1800-1808 : Jacques Lince
- 1808-1812 : A.M. Colette
- 1812-1830 : J.J. Michel
- 1830-1854 : J. Lejeune-Vincent
- 1854-1878 : F. Bleyfuesz
- 1882-1889 : Mathieu Demonty
- 1889-1891 : Albert Dreze
- 1891-1896 : F. Lince
- 1910-1927 : Sébastien Winandy
- 1927-1954 : Jules Hoen
- 1955-1968 : L. Lamarche
- 1969-1970 : J. Baguette-Saive
- 1971-1975 : Fernand Roggeman
- 1975-1976 : Norbert Kerf
- 1977-2018: Yvan Ylieff
- 2019-heden: Véronique Bonni

### Resultaten gemeenteraadsverkiezingen sinds 1976
| Partij               | Partij                                    | 10-10-1976 | 10-10-1976 | 10-10-1982 | 10-10-1982 | 9-10-1988 | 9-10-1988 | 9-10-1994 | 9-10-1994 | 8-10-2000 | 8-10-2000 | 8-10-2006 | 8-10-2006 | 14-10-2012 | 14-10-2012 | 14-10-2018 | 14-10-2018 | 13-10-2024 | 13-10-2024 |
| Stemmen / Zetels     | Stemmen / Zetels                          | %          | 25         | %          | 23         | %         | 23        | %         | 23        | %         | 23        | %         | 23        | %          | 25         | %          | 25         | %          | 25         |
| -------------------- | ----------------------------------------- | ---------- | ---------- | ---------- | ---------- | --------- | --------- | --------- | --------- | --------- | --------- | --------- | --------- | ---------- | ---------- | ---------- | ---------- | ---------- | ---------- |
|                      | PS                                        | 56,34      | 15         | 53,18      | 15         | 60,56     | 17        | 55,01     | 16        | 62,76     | 18        | 54,47     | 15        | 49,07      | 14         | 53,35      | 16         | 51,69      | 14         |
|                      | PSC1 / CDH2 / Vivre Dison3/ ÔDASA         | -          |            | 15,521     | 3          | 18,571    | 4         | 16,231    | 4         | 12,551    | 2         | 17,052    | 4         | 19,782     | 5          | 10,083     | 2          | 29,20A     | 7          |
|                      | ECOLO1 / ÔDASA                            | -          |            | 10,461     | 2          | 7,721     | 1         | 8,051     | 1         | 10,661    | 2         | 7,921     | 1         | 10,851     | 2          | 11,911     | 3          | 29,20A     | 7          |
|                      | PRL1 / MR2 / D!RE3                        | -          |            | 13,711     | 3          | 7,81      | 1         | 6,431     | 0         | 9,421     | 1         | 12,132    | 2         | 14,113     | 3          | 7,952      | 1          | 19,112     | 4          |
|                      | PP                                        | -          |            | -          |            | -         |           | -         |           | -         |           | -         |           | -          |            | 12,63      | 3          | -          |            |
|                      | FN1 / FNB2 / FNationale3 / Wall.d'Abord!4 | -          |            | -          |            | -         |           | 7,781     | 1         | 4,612     | 0         | 8,433     | 1         | 6,194      | 1          | -          |            | -          |            |
|                      | UDA                                       | 38,15      | 10         | -          |            | -         |           | -         |           | -         |           | -         |           | -          |            | -          |            | -          |            |
| Anderen(*)           | Anderen(*)                                | 5,51       | 0          | 7,11       | 0          | 5,35      | 0         | 6,5       | 1         | -         |           | -         |           | -          |            | 4,08       | 0          | -          |            |
| Totaal stemmen       | Totaal stemmen                            | 9380       | 9380       | 8770       | 8770       | 8677      | 8677      | 8659      | 8659      | 8359      | 8359      | 8659      | 8659      | 8285       | 8285       | 8458       | 8458       | 7719       | 7719       |
| Opkomst %            | Opkomst %                                 |            |            |            |            | 91,89     | 91,89     | 91,52     | 91,52     | 88,31     | 88,31     | 89,67     | 89,67     | 82,69      | 82,69      | 84,88      | 84,88      | 78,26      | 78,26      |
| Blanco en ongeldig % | Blanco en ongeldig %                      | 5,92       | 5,92       | 5,96       | 5,96       | 6,58      | 6,58      | 5,31      | 5,31      | 8,66      | 8,66      | 6,41      | 6,41      | 9,52       | 9,52       | 9,88       | 9,88       | 9,77       | 9,77       |

(*) 1976: PCB (5,51%) / 1982: PCB (1,62%), SW (3,1%), UDRT (2,39%) / 1988: PLT (5,35%) / 1994: AGIR (6,5%) / 2018: AGIR (2,58%), MPE (1,50%)
De meerderheid wordt vet aangegeven. De grootste partij is in kleur.

## Nabijgelegen kernen
Andrimont, Chaineux, Mont, Petit-Rechain, Lambermont, Hodimont

## Geboren
- Berthe Centner (1866-1950), beeldhouwer